# Rita Bischof
Rita Bischof (geboren am 20. Oktober 1948 in Fulda) ist eine deutsche Philosophin und Soziologin.

## Leben
Rita Bischof studierte Philosophie, Soziologie, Allgemeine und Vergleichende Literaturwissenschaft, Religionswissenschaft in Frankfurt am Main, Marburg und Berlin, und wurde mit einer Arbeit über den Begriff der Souveränität bei Georges Bataille promoviert. Auf Grund des 1984 veröffentlichten Buchs hielt sie im Januar 1986 den Eröffnungsvortrag auf dem Colloque sur Georges Bataille et la pensée allemande am Collège de France. Im selben Jahr (1986/87) erhielt sie ein Jean-Monnet Fellowship am Europäischen Hochschulinstitut, E.U.I. Florenz. Nach zahlreichen Forschungs- und Lehraufträgen hatte sie zwischen 1994 und 1999 im Rahmen des Dorothea-Erxleben Programms eine wissenschaftliche Stelle zur Habilitation inne und habilitierte sich 1998 mit einer Schrift über das Verhältnis von Sprache und Bild in den europäischen Avantgarden an der Fakultät für Geistes- und Sozialwissenschaften der Universität Hannover. Danach lehrte sie noch einige Jahre als Privatdozentin. Seit 2006 lebt und arbeitet sie als Autorin und Übersetzerin in Berlin.
Bischof veröffentlichte zahlreiche Bücher und Essays, zunächst auf den Gebieten der Geschichtsphilosophie und der Ästhetik der Moderne, insbesondere über Walter Benjamin und Theodor Lessing. Seit den späten 1980er Jahren erschienen zudem mehrere (im Zusammenhang mit den Kolloquien der Wiener Gesellschaft für Masse-und-Macht-Forschung, GMMF, entstandene) Studien zur Erforschung der Beziehungen zwischen Masse, Macht und Verwandlung, insbesondere zu Elias Canetti, aber auch zu Alfred Döblin und Franz Kafka (Antrittsvorlesung).
Bischof hat eine Reihe von Studien zum Surrealismus veröffentlicht, die sich insbesondere mit dessen änigmatischen Grundfiguren, wie dem »acte gratuit«, der »écriture automatique«, dem »hasard objectif«, dem »humour noir« oder der Situation des surrealistischen Objekts beschäftigen. Zu erwähnen ist außerdem ihr Buch über Bretons Nadja, in dem sie dem genuin surrealistischen Prinzip der »rencontre« nachspürt und eine genaue Textanalyse mit den Briefen und Zeichnungen seiner Protagonistin konfrontiert, die hier erstmals vollständig auf Deutsch veröffentlicht sind.
Vor allem aber hat sie sich als Kennerin des Werks von Georges Bataille einen Namen gemacht, und das bereits mit ihrer Monografie Souveränität und Subversion. Im Jahr 2010 erschien ihr zweites Bataille-Buch über die Geheimgesellschaft von Acéphale und seitdem in dichter Folgen eine Reihe von Essays u. a. zur Heterologie, zu Negativität und Anerkennung und soeben zu Georges Batailles Philosophie des Auges. Bischof hat zuerst die Aufmerksamkeit auf den Souveränitätsbegriff gelenkt und ihn in seinen verschiedenen anthropologischen, soziologischen und ästhetischen Aspekten reflektiert. Ihre besondere Aufmerksamkeit hat sich dabei zunehmend auf Batailles Philosophie des Lachens konzentriert, der sie mehrere Einzeldarstellungen widmete.
In ihren theoretischen Arbeiten verbindet Bischof das Denken der Kritischen Theorie mit Motiven des französischen Strukturalismus. Begriffe wie das „Andere“, „Nichtidentische“ oder „Heterogene“, der Verfemte Teil sind für ihr Denken von entscheidender Bedeutung. Wie Elisabeth Lenk, mit der sie eine lange Freundschaft verband, hat sie mehrere Beiträge für die 1976 gegründete Zeitschrift Die Schwarze Botin geschrieben, sie verstand sich zwar immer als Feministin, hat es aber von Anfang an abgelehnt, sich über den Feminismus zu definieren.
Neben ihren philosophischen Studien ist Bischof mit Veröffentlichungen über die Werke surrealistischer und zeitgenössischer Maler wie Frida Kahlo, Toyen, Meret Oppenheim, Anneliese Hager, Hanna Höch, Unica Zürn oder Alberto Giacometti hervorgetreten.

## Veröffentlichungen (Auswahl)
Monografien
- Souveränität und Subversion. Georges Batailles Theorie der Moderne. Mit einem Vorwort von Elisabeth Lenk. Matthes & Seitz, München 1984, ISBN 3-88221-223-3.
- Teleskopagen, wahlweise. Der literarische Surrealismus und das Bild. Klostermann, Frankfurt am Main 2001, ISBN 3-465-03157-1.
- Tragisches Lachen. Die Geschichte von Acéphale. Matthes & Seitz, Berlin 2010, ISBN 978-3-88221-689-9.
- Nadja revisited. André Bretons „Nadja“ und die Briefe und Zeichnungen von Léona Nadja Delcourt. Brinkmann und Bose, Berlin 2013, ISBN 978-3-940048-19-6.
- Lazare meets Orpheus, oder: Die Wunder der Relativität. Mit Fotografien von Andreas Rost. Künstlerbuch, Edition Maldoror, Berlin 1999.

Herausgeberschaften und Übersetzungen
- Toyen. Das malerische Werk. Hrsg. u. mit einem Essay von Rita Bischof. Verlag Neue Kritik, Frankfurt am Main 1987, S. 9-58, ISBN 3-8015-0202-3.
- Anneliese Hager, Die rote Uhr und andere Dichtungen. Zus. m. Elisabeth Lenk herausgegeben u. mit einem Essay v. Rita Bischof, Arche-Verlag, Zürich 1991, S. 167 - 205, ISBN 3-7160-2136-9.
- Georges Bataille, Die Aufgaben des Geistes. Gespräche und Interviews 1948–1961. Hrsg., übers. u. mit einem Vorwort v. Rita Bischof, S. 7-41, Matthes & Seitz Berlin 2012, ISBN 978-3-88221-597-7.
- Georges Bataille: Sade und die Moral. Hrsg., übersetzt und mit einem Nachwort von Rita Bischof. Matthes & Seitz, Berlin 2015, S. 77-130, ISBN 978-3-95757-026-0.
- Georges Bataille: Hegel, der Mensch und die Geschichte. Die Hegel-Essays. Hrsg., übersetzt und mit einem Nachwort von Rita Bischof. Matthes & Seitz, Berlin 2018,S. 111-231, ISBN 978-3-95757-353-7.
- Georges Bataille: Lascaux oder die Geburt der Kunst, mit einem Essay von Rita Bischof. Aus dem Französischen von Karl Georg Hemmerich. Brinkmann und Bose, Berlin 2019, S. 203-298, ISBN 978-3-940048-35-6.
- Georges Bataille, Sternenesser. Verstreute Texte zur Kunst. Hrsg., übersetzt u. mit einem Essay  v. Rita Bischof, Brinkmann und Bose, Berlin 2023, ISBN 978-3-940048-43-1.

Artikel und Essays (Auswahl)
- Emanzipierte oder autonome Kunst? Anmerkungen zum Werk von Frida Kahlo. In: Mona Winter (Hrsg.): „Zitronenblau. Balanceakte ästhetischen Begreifens“, München 1983, S. 151–175, ISBN 3-88104-131-1.
- Entzauberte Geschichte. In: Theodor Lessing „Geschichte als Sinngebung des Sinnlosen“, Matthes & Seitz, München 1983, S. 262–291, ISBN 3-88221-219-5.
- Ein Doppelporträt. In: Theodor Lessing, „Nietzsche“, Matthes & Seitz, München 1985, S. 121–153, ISBN 3-88221-358-2.
- Ausschluss und Einverleibung, Georges Bataille und Elias Canetti im Vergleich, in: J. Patillo-Hess (hrsg.): „Tod und Verwandlung in Canettis 'Masse und Macht'“, Löcker Verlag, Wien 1990, S. 12–23, ISBN 3-85409-172-9.
- Autopsie der Macht, in: J. Patillo-Hess (Hg.) „Verwandlungsverbote und Befreiungsversuche in Canettis 'Masse und Macht'“, Löcker. Verlag Wien 1991, S. 75–85, ISBN 3-85409-186-9.
- Im Innern der symbolischen Welt, In: Anneliese Hager, „Die rote Uhr und andere Dichtungen“, Zürich 1991, S. 167–205, ISBN 3-7160-2136-9.
- Machttheater. Über das Verhältnis von Schicksal und Politik, in: J. Patillo-Hess (hrsg.): „Der Befehl und sein Stachel in Canettis 'Masse und Macht'“, Löcker Verlag, Wien 1992, S. 33–43, ISBN 3-85409-202-4.
- „…die Politik ist das Schicksal“. Napoleons Diktum und seine Wirkungsgeschichte, in: H. Rohloff (Hrsg.): „Napoleon kam nicht nur bis Waterloo. Die Spur des gestürzten Giganten in Literatur und Sprache, Kunst und Karikatur“, Haag + Herchen, Frankfurt/M. 1992, S. 305–327, ISBN 3-89228-889-5.
- Aus der Dunkelkammer des Lebens, in: Alena Wagnerova, „Prager Frauen. Neun Lebensbilder“, Bollmann, Mannheim 1995, S. 123–162, ISBN 3-927901-59-8.
- Kien oder: Die Implosion des Geistes, in: John Patillo-Hess (hrsg.): Canettis Aufstand gegen Macht und Tod, Löcker-Vderlag, Wien 1996, S. 9–29, ISBN 3-85409-262-8.
- Literarische Massendarstellungen im antiken Epos und im modernen Roman, in: John Pattillo-Hess/Mario R. Smole (hrsg.): Canettis Masse und Macht, oder wie man das Jahrhundert an der Gurgel packt, Löcker-Verlag, Wien 1998, S. 65–78, ISBN 3-85409-303-9.
- „…aus sicherer Quelle…“ Wider das Geraune in der deutschen Bataille-Rezeption, in: Neue Rundschau, 112. Jg., Heft 1, Frankfurt am Main 2001, S. 147–165, ISBN 3-10-809044-5.
- Les Romantiques allemands et l'impossible mythe de la modernité, in: Europe. Revue littéraire, 100. Jg., Paris 2004, ISSN 0014-2751.

- Der Tellkomplex. Zu Schillers Aktualität, in: Jahrbuch der Deutschen Schiller Gesellschaft, Bd. XLIX 2005, Wallstein, Göttingen 2005, S. 371-381, ISBN 3-89244-986-4.
- Experiment Krolloper. Ein Schlaglicht auf das Verhältnis von Totalitarismus und Avantgarde, in: E. Lenk / G. Lolling (Hrsg.): Philologie und Scham. Festschrift für Rolf Tiedemann, Büchse der Pandora, Wetzlar 2006, S. 67-76, ISBN 3-88178-326-1.
- Über das Geistige im Werk von Meret Oppenheim. Rede gehalten auf der Trauerfeier am 20. November 1985, abgedruckt in: Merets Funken, Kunstmuseum Bern 19.10.2012 - 11.02.2013, Kerberverlag, Bielefeld 2013, S. 40-48, ISBN 978-3-86678-678-3.
- Departures. Introduction to: The Challenge of Surrealism. University of Minnesota Press 2015, S. 1-16, ISBN 978-0-8166-5616-5.
- So ist alles: des Eises Purpur – Euer Traum. Zum Werk von Unica Zürn, in: Katalog zur Ausstellung „Unica Zürn – Camaro – Hans Bellmer. In Berlin – Arbeiten der 40 er bis 60er Jahre“, Berlin 2016, 87-108, ISBN 978-3-940048-26-4.
- Gar nicht doof. Meret Oppenheims Einfall in den Surrealismus, in: Ästhetik und Kommunikation 173, 47. Jg., Berlin 2016, S. 21-27, ISBN 978-3-00-052205-5. Engl.: Meret Oppenheim (Berlin 1913 – Basel 1985), in: The International Encyclopedia of Surrealism, ed. by Michael Richardson, Vol. 3, pp. 146 – 149, London, New York 2019.